# 70/30 Productions
70/30 Productions è stato uno studio di animazione con sede ad Atlanta, in Georgia.
Fondata da Matt Thompson e Adam Reed, la società ha prodotto principalmente cartoni animati per il blocco di programmazione Adult Swim su Cartoon Network. Il nome dell'azienda proviene dal fatto che Thompson e Reed alternavano il 70% della produzione e il 30% della scrittura e viceversa per ogni episodio.

## Produzione
All'inizio di gennaio 2009, la società ha annunciato la chiusura. Adam Reed e Matt Thompson hanno continuato la loro carriera da produttori, grazie alla casa di produzione Floyd County Productions, società madre della serie animata Archer, per FX.

## Filmografia

### Serie animate
- Sealab 2021 – serie animata, 52 episodi (2000-2005)
- Frisky Dingo – serie animata, 25 episodi (2006-2008)
- The Xtacles – serie animata, 2 episodi (2008)